# Himerta alpina
Himerta alpina är en stekelart som beskrevs av Leblanc 1989. Himerta alpina ingår i släktet Himerta och familjen brokparasitsteklar. Inga underarter finns listade i Catalogue of Life.